# Дослідницька лабораторія Військово-морського флоту США
Дослідницька лабораторія Військово-морського флоту США (англ. United States Naval Research Laboratory; NRL) — корпоративна дослідницька лабораторія ВМС Сполучених Штатів і корпусу морської піхоти США, що проводить широкий спектр фундаментальних наукових досліджень, прикладних досліджень, технологічних розробок і прототипування. Деякі з поточних напрямів досліджень: фізика плазми, космічна фізика, матеріалознавство і тактична радіоелектронна боротьба. NRL є однією з перших американських урядових науково-дослідницьких лабораторій. Установа була відкрита в 1923 році за ініціативою Томаса Едісона, нині перебуває під Управлінням військово-морських досліджень.
Щорічні витрати на дослідження становлять приблизно $1,1 млрд на рік.